# Marie Červinková-Riegrová
Marie Červinková-Riegrová (Praga, 9 d'agost de 1854 - Praga, 19 de gener de 1895) fou una escriptora txeca.
És autora de narracions breus, llibrets d'òpera, retrats i tractats biogràfics; també fou traductora de l'alemany i el francès. Va escriure el llibret de Dimitrij per a Karel Šebor, però després el va oferir a Antonín Dvořák, que hi va posar música el 1881. Per al mateix compositor va escriure el llibret de El jacobí.